# خلیج ایسه
خلیج ایسه (به ژاپنی: 伊勢湾) یک خلیج است که در دهانه سه رود کیسو و در بین دو استان استان میه و استان آیچی در ژاپن قرار گرفته‌است.